# Viseca Holding
Die Viseca ist ein auf bargeldloses Zahlen spezialisiertes Schweizer Finanzdienstleistungsunternehmen mit Sitz in Zürich, das von schweizerischen Finanzinstituten gehalten wird.

## Geschichte und Unternehmen

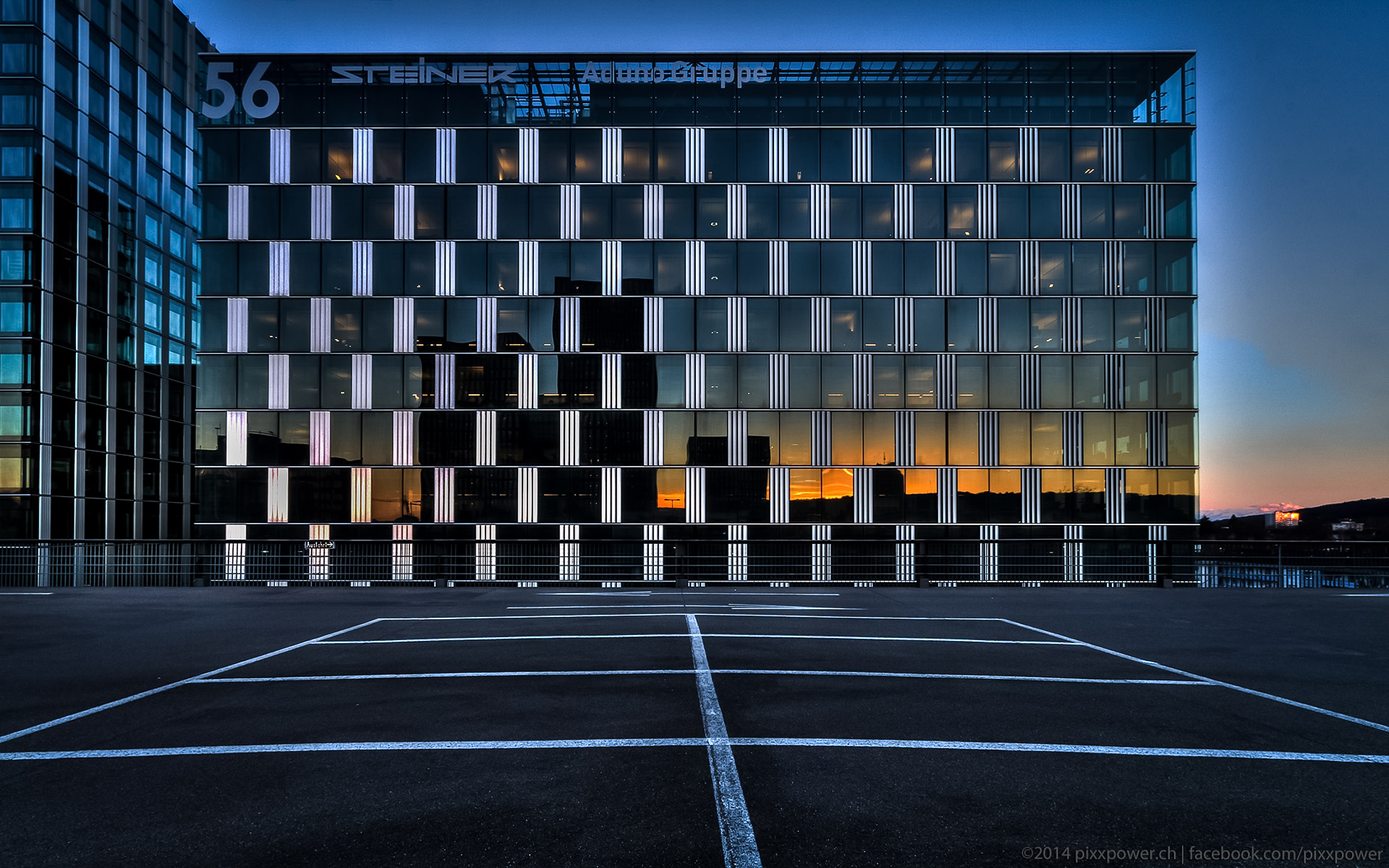
Hauptsitz der Viseca in Zürich

Die Viseca wurde 1999 als Viseca Card Services SA gegründet. 2006 wurde sie mit der 2005 gegründeten Aduno unter dem Dach der Aduno Holding zusammengeführt, zu der 2008 auch die cashgate hinzukam.
Die Dienstleistungen der Aduno Gruppe umfassten die Ausgabe von Kredit- und Prepaid-Karten, Konsumfinanzierung und Depotbürgschaften.
Im Jahr 2014 übernahm die Aduno Gruppe 100 % der Aktien der EuroKaution. 2015 wurde diese in AdunoKaution umbenannt.
2017 wurde die Geschäftseinheit Aduno SA an die SIX Group veräussert.
Im September 2018 gab die Aduno Gruppe die vollständige Übernahme von Accarda bekannt. Accarda gehörte zur Maus Frères Holding und war davor eine Tochtergesellschaft der Swisscom. Accarda ist auf Kundenmanagement spezialisiert und mit circa 1,9 Millionen Karten (Stand 2007) Schweizer Marktführer für Kundenkarten. Im August 2017 gab Aduno bekannt, dass sie ihre Beteiligung an dem Schweizer Fintech-Startup Contovista von 14 auf 70 Prozent gesteigert hatte. Im Dezember 2019 wurde die vollständige Übernahme kommuniziert. Im gleichen Jahr wurde cashgate an die Cembra Money Bank für 277 Millionen CHF verkauft.
Im Oktober 2020 wurde die Aduno Gruppe in Viseca Holding umfirmiert.
Das Kartengeschäft wurde in diesem Zuge in eine Dienstleistungsgesellschaft (Viseca Payment Services SA) und ein Issuing (Viseca Card Services SA) unterteilt. 2021 wurde die Viseca Holding mit der Viseca Payment Services SA fusioniert. Viseca Card Services SA und Contovista wurden in diesem Zuge zu 100-prozentigen Tochtergesellschaften der Viseca Payment Services SA gemacht. 2022 wurde Contovista veräussert.

## Eigentümer
Die Viseca ist ein Gemeinschaftsunternehmen und gehört zu hundert Prozent den Kantonalbanken, der Raiffeisen Gruppe, RBA-Banken, Migros Bank, Bank Cler sowie verschiedenen Privat- und Handelsbanken. Raiffeisen hält 25,5 % der Aktien und ist damit die grösste Aktionärin von Viseca. ZKB und BCV halten zusammen 19,5 % der Aktien. Die Valiant kontrolliert über die Tochtergesellschaft Entris 14 % der Aktien und ist damit die drittgrösste Aktionärin.